# Neve (Orhan Pamuk)
Neve (titolo orig. Kar) è un romanzo postmoderno dello scrittore turco Premio Nobel per la letteratura Orhan Pamuk, pubblicato nel 2002. La storia racchiude molte delle tensioni politiche e culturali della Turchia contemporanea, combinando umorismo, critica sociale, il misticismo, assieme alla profonda simpatia per i suoi personaggi.
Kar è la parola che in turco significa neve, mentre il protagonista abbrevia il proprio nome in Ka, dalle iniziali del suo nome. Il romanzo è ambientato a Kars, una città della Turchia orientale. Una questione ricorrente nell'opera riguarda le cause dell'alta incidenza di suicidi tra le ragazze adolescenti della zona (avvenuti realmente invece nella città di Batman, nel Kurdistan turco).

## Trama
Il romanzo è incentrato sulle vicende di Ka, un poeta turco in esilio politico in Germania. Dopo 12 anni di lontananza, egli è ritornato in Turchia per indagare su una dilagante catena di suicidi di giovani ragazze che avvengono a Kars, una città di frontiera dalla storia peculiare. In passato guarnigione dell'Impero russo, è oggi una città turca differente da qualsiasi altra città del Paese, posta praticamente al suo confine nord-orientale e crogiuolo di etnie: turchi, curdi e georgiani. Sebbene all'inizio larga parte della storia venga narrata in terza persona seguendo il punto di vista di Ka, entra poi in gioco una specie d'io narrante che nel raccontare il filo della vicenda si ritaglia frequentemente lo spazio per un commento della storia, spesso e volentieri rivolgendosi direttamente al lettore: si tratta d'un amico innominato di Ka, che continua sempre il racconto dalla prospettiva del protagonista, basandosi esplicitamente sui suoi diari e sulla sua corrispondenza sparsa, ma in cui offre anche le proprie considerazioni ed osservazioni sull'insieme degli avvenimenti sperimentati da Ka, riportando anche fatti e informazioni ignoti allo stesso protagonista.
Oltre al lavoro giornalistico di investigazione Ka, durante la sua permanenza a Kars, incontra una vecchia compagna di Università, la bellissima Ipek, figlia del proprietario del motel cittadino dove il poeta si trova ad alloggiare, della quale si innamora perdutamente. Ipek, già sposata e poi divorziata con Muhtar, il candidato sindaco per il partito integralista islamico, corrisponde l'amore di Ka.
Le indagini di Ka sui suicidi delle donne in città portano in superficie i conflitti tra le forze laiche e quelle religiose: lo stato laico obbliga tutte le donne a scoprirsi la testa e a non portare il velo, ma quest'obbligo viene visto dalle donne come un sopruso ed un'offesa ad Allah. Per tre giorni la città rimane isolata, dopo le fitte nevicate che hanno coperto l'intera zona. È in questo lasso di tempo che Ka ha modo di conversare con una platea di personaggi, ognuno rappresentante di segmenti culturali diversi della società turca: un ex comunista, un secolarista, un nazionalista fascista, un probabile estremista islamico, degli islamisti moderati, dei militari, degli ufficiali del servizio segreto e della polizia e, in particolare, un attore rivoluzionario. Ognuno di questi simoboleggia un periodo della storia della Turchia del XX secolo.
Giunti infine alla notte prima delle elezioni, un colpo di Stato farsesco stravolge la vita della comunità della cittadina, alienata dal resto del mondo: la storia d'amore di Ka ed Ipek si mischia con i tumulti scoppiati e le morti che ne derivano. Ka si trova immischiato nelle trame politiche della città, prendendo contatti sia coi fanatici laici che hanno effettuato il colpo di Stato sia con gli integralisti islamici, al cui capo c'è l'ambiguo personaggio Blu.
Il romanzo termina con il ritorno in Germania di Ka, senza l'amata Ipek, ed infine il suo misterioso omicidio.

## Personaggi
- Ka, poeta protagonista del romanzo
- Ipek, amata di Ka
- Blu, integralista islamico
- Kadife, bella ed intraprendente ragazza che porta il velo

## Edizioni
- (TR) Kar, İstanbul, İletişim Yayınları, 2002.
- Neve, traduzione di Marta Bertolini e Şemsa Gezgin, Collana Supercoralli, Torino, Einaudi, 2004, ISBN 978-88-06-17004-2.